# Claus Jensen
Claus William Jensen (Nykøbing Falster, 1977. április 29. –), dán válogatott labdarúgó.
A dán válogatott tagjaként részt vett a 2002-es világbajnokságon és a 2004-es Európa-bajnokságon.